# Sablia nervosa
Sablia nervosa är en fjärilsart som beskrevs av Barend J. Lempke 1964. Sablia nervosa ingår i släktet Sablia och familjen nattflyn. Inga underarter finns listade.